# في إس آي غروب

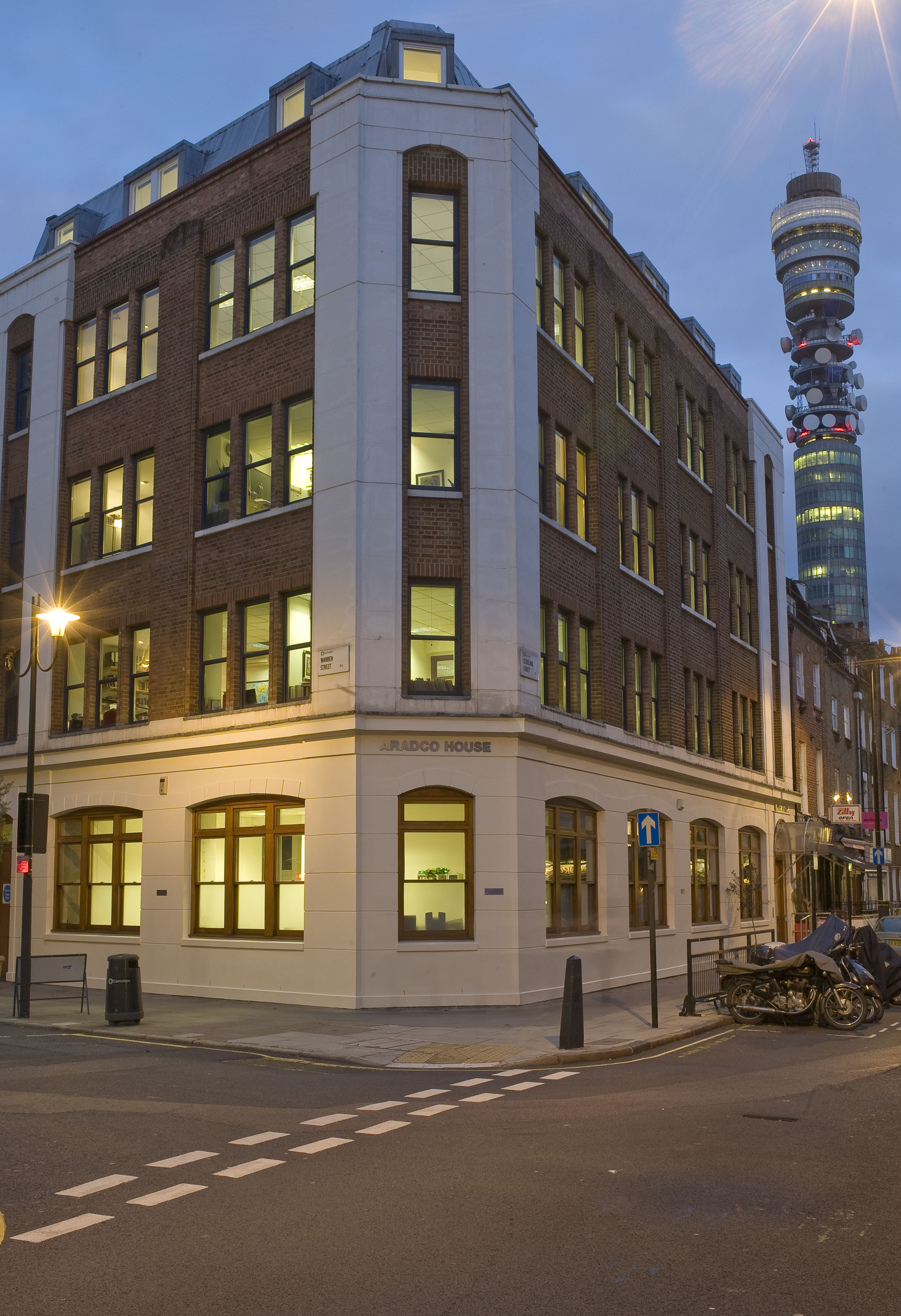
مقر شركة في إس آي غروب في العاصمة البريطانية لندن

في إس آي غروب (بالإنجليزية: VSI Group)، هي شركة بريطانية تقوم بدبلجة البرامج الإعلامية أو التعليق عليها، تأسست الشركة سنة 1989، ومقرها العاصمة البريطانية لندن، لديها فروع الشركة في أوروبا والشرق الأوسط، مثل فرع في إس آي غروب في العاصمة الألمانية برلين، وتل أبيب، والقاهرة، ودبي وإسطنبول وغيرها.